# II. Károly pfalzi választófejedelem
 II. Károly pfalzi választófejedelem (Heidelberg, 1651. március 31. – Heidelberg  1685. május 16.) a Rajnai Palotagrófság uralkodója (1680-1685).

## Élete
Károly 1671. szeptember 20-án nőül vette a nála egy évvel idősebb Vilma Ernesztina dán királyi hercegnőt, III. Frigyes dán király leányát.
II. Károly halálával 1685-ben kihalt a Wittelsbach-ház simmerni ága, és a palotagrófság a család (katolikus) neuburgi ágára, Fülöp Vilmosra szállott.
A gyermektelenül elhunyt II. Károly halála után XIV. Lajos francia király Pfalzi Erzsébet Sarolta orléans-i hercegné – II. Károly  húga, XIV. Lajos sógornője – nevében, az örökösödési szerződés ellenére igényt formált a pfalzi allódiumra, és 1688-ban kezdetét vette a pfalzi örökösödési háború.

## Kitüntetések
- Elefántrend (1671. július 7-én, 123. tagjai)
- Térdszalagrend [1680)

## Fordítás
- Ez a szócikk részben vagy egészben  a   Karl II. (Pfalz) című német Wikipédia-szócikk fordításán alapul.  Az eredeti cikk szerkesztőit annak laptörténete sorolja fel. Ez a jelzés csupán a megfogalmazás eredetét és a szerzői jogokat jelzi, nem szolgál a cikkben szereplő információk forrásmegjelöléseként.

| Előző uralkodó: I. Károly Lajos | Rajnai palotagróf 1680 – 1685 mint pfalzi választófejedelem | Következő uralkodó: II. Fülöp Vilmos |